# 北尤尼昂 (印第安納州)
北尤尼昂（英語：North Union）是位於美國印第安納州蒙哥馬利縣的一個非建制地區。該地的面積和人口皆未知。